# Дзета⁴ Весов
Дзета⁴ Весов (лат. ζ⁴ Librae), 35 Весов (лат. 35 Librae), HD 138485 — одиночная звезда в созвездии Весов на расстоянии приблизительно 720 световых лет (около 221 парсека) от Солнца. Видимая звёздная величина звезды — +5,499m.

## Характеристики
Дзета⁴ Весов — бело-голубая звезда спектрального класса B3V. Радиус — около 3,3 солнечных, светимость — около 533,74 солнечных.